# Stephen Rennicks
Stephen Rennicks ist ein irischer Musiker und Filmkomponist aus Dublin.

## Leben
Nach einigen Kurzfilmen arbeitete Stephen Rennicks erstmals für die Tragikomödie Adam & Paul seines Landsmanns Lenny Abrahamson von 2004 als Filmkomponist für einen Spielfilm und tat dies auch für alle weiteren Filme des Regisseurs, darunter der für einen Oscar nominierte Film Raum und zuletzt für The Little Stranger und die Fernsehserie Normal People.
Hiernach arbeitete er regelmäßig weiter mit verschiedenen irischen Regisseurinnen und Regisseuren zusammen, so für Dating Amber von David Freyne, The Bright Side von Ruth Meehan und The Quiet Girl von Colm Bairéad. Der Film Meine Stunden mit Leo der Australierin Sophie Hyde, für den sie mit Rennicks zusammenarbeitete, feierte im Januar 2022 beim Sundance Film Festival seine Premiere.

## Filmografie
- 2004: Adam & Paul
- 2004: Man About Dog
- 2005: Boy Eats Girl
- 2005: Zombie City: Eine Stadt zum Anbeißen
- 2006: Pride and Joy
- 2007: Garage
- 2008: Eden
- 2009: Happy Ever Afters
- 2010: The Pipe (Dokumentarfilm)
- 2011: Eliot & Me
- 2012: What Richard Did
- 2013: The Bachelor Weekend
- 2014: Frank
- 2014: African Pride (Dokumentarfilm)
- 2015: L'accabadora
- 2015: Viva
- 2015: Raum (Room)
- 2016: Rebellion (Miniserie)
- 2016: Ein Date für Mad Mary
- 2016: Forever Pure (Dokumentarfilm)
- 2017: Maze – Ein genialer Ausbruch (Maze)
- 2017: Muse
- 2018: The Little Stranger
- 2018: All Aboard (Fernsehserie, 15 Folgen)
- 2018: Rosie
- 2019: Dark Lies the Island
- 2020: Normal People (Fernsehserie, 12 Folgen)
- 2020: Dating Amber
- 2020: Death of a Ladies’ Man
- 2020: The Bright Side
- 2022: Meine Stunden mit Leo (Good Luck to You, Leo Grande)
- 2022: The Quiet Girl (An Cailín Ciúin)
- 2022: Conversations with Friends (Fernsehserie, 12 Folgen)

## Auszeichnungen
British Independent Film Award
- 2014: Auszeichnung Best Technical Achievement (Frank)

Irish Film and Television Award
- 2004: Nominierung für die Beste Filmmusik (Adam & Paul)
- 2008: Nominierung für die Beste Filmmusik (Garage)
- 2013: Nominierung für die Beste Filmmusik (What Richard Did)
- 2015: Nominierung für die Beste Filmmusik (Frank)
- 2016: Auszeichnung für die Beste Filmmusik (Raum)
- 2016: Nominierung für die Beste Musik (Viva)
- 2018: Nominierung für die Beste Filmmusik (Maze – Ein genialer Ausbruch)
- 2020: Nominierung für die Beste Filmmusik (Rosie)
- 2020: Nominierung für die Beste Filmmusik (The Little Stranger)
- 2021: Nominierung für die Beste Musik (Normal People)
- 2022: Auszeichnung für die Beste Filmmusik (The Quiet Girl)[3][4][5]